# Красные белки
Кра́сные бе́лки, или бурундуко́вые бе́лки (Tamiasciurus, от Tamias и Sciurus, Буквально: бурундукобелка) — род млекопитающих из семейства беличьих. Род включает три вида:
- Tamiasciurus hudsonicus — красная белка,
- Tamiasciurus douglasii — белка Дугласа,
- Tamiasciurus mearnsi — белка Мирнса.

Все три вида возникли и обитают в Северной Америке: на севере и западе США, в том числе на Аляске, на большей части территории Канады и на северо-западе Мексики.

## Описание
Красные белки — небольшие древесные белки с пушистыми хвостами. Вместе с обычными белками (род Sciurus) составляет трибу Sciurini. Род Tamiasciurus выделил в 1880 г. Эдуард Луи Труэссар.
Английское название типичного представителя рода, красной белки (англ. Red squirrel), приводит к путанице с представителем другого рода, белкой обыкновенной.
Зверьки могут приступить к повторному размножению в то время, когда ещё кормят молоком предыдущий выводок, но происходит это только в годы изобилия семян хвойных растений.